# Les Deux Sœurs (Chassériau)
Pour les articles homonymes, voir Les Deux Sœurs.
Les Deux Sœurs est une peinture réalisée en 1843 par le peintre romantique français Théodore Chassériau. Terminé lorsque l'artiste avait vingt-trois ans, il représente les sœurs de Chassériau, Adèle et Aline. L'œuvre est conservée au Musée du Louvre à Paris, France.

## Description
L'œuvre date du début de la maturité de Chassériau, quand il était désireux de montrer son indépendance à l'égard de son ancien maître, J.-A.-D. Ingres, d'avec qui il avait rompu dans les années 1840. Lorsque le tableau a été exposé au Salon de 1843, la réponse de la critique et du public était mélangée. Un porte-parole, Louis Peisse, a écrit :

« M. Chassériau a voulu, peut-être inutilement, entreprendre une chose difficile, faire un tableau avec deux figures de femmes, à la fois de même longueur, de la même hauteur, à la fois dans des robes de même couleur et du même tissu, avec le même châle, posées de la même manière, et soutenir par une sorte de jeu de hasard sans l'aide de tout artifice de la lumière ou de l'effet, par la seule autorité de style, de forme, et de caractère. A-t-il réussi de manière adéquate? Je ne le crois pas. Néanmoins, il a exécuté le tour de force avec une résolution et une compétence qui méritait de l'emporter. »

La représentation des sœurs, très ressemblantes et identiquement vêtues, pourrait faire penser à des jumelles. Cependant, ce n'est pas le cas, Adèle (sur la gauche) a trente-trois ans et Aline (sur la droite) a vingt et un ans lorsqu'elles posent pour le portrait.
À l'époque de la mort de Chassériau, en 1856, Les Deux Sœurs était considérée comme l'une de ses œuvres les plus importantes. Il est entré dans la collection du Louvre en 1918.